# Crimini da copertina
Crimini da copertina è stato un programma televisivo italiano di genere documentario, che racconta i retroscena di alcuni noti casi di cronaca nera ancora irrisolti, condotto dalla giornalista Rosanna Cancellieri e in onda su TV8 il lunedì dalle 17:30 a partire dall'11 gennaio 2021, fino al 15 marzo 2021, per un totale di 10 puntate.
Ogni puntata, dedicata ad un celebre caso di cronaca nera, presenta in studio ospiti e giornalisti. Il programma è uno spin-off del rotocalco Vite da copertina, programma in onda, sempre su TV8, il pomeriggio dal lunedì al venerdì (nel periodo di messa in onda di tale spin-off, il programma è in onda dal martedì al venerdì, in quanto il lunedì, la puntata è appunto dedicata ai casi di cronaca nera).

## Puntate
| N° puntate | Data       | Argomento Puntata              | Ospiti            | Telespettatori | Share | Fonte  |
| ---------- | ---------- | ------------------------------ | ----------------- | -------------- | ----- | ------ |
| 1°         | 11/01/2021 | Marta Russo                    | Chiara Lalli      | 167 000        | 1.1%  | [ 2 ]  |
| 2°         | 18/01/2021 | Amanda Knox                    | Luciano Garofano  | 177 000        | 1.1%  | [ 3 ]  |
| 3°         | 25/01/2021 | Luca Varani                    | Nicola Lagioia    | 121 000        | 0.8%  | [ 4 ]  |
| 4°         | 01/02/2021 | Sarah Scazzi                   | Flavia Piccinni   | 126 000        | 0.9%  | [ 5 ]  |
| 5°         | 08/02/2021 | Gloria Rosboch                 | Flaminia Bolzan   |                |       |        |
| 6°         | 15/02/2021 | Il caso Cogne                  | Luciano Garofano  | 166 000        | 1.2%  | [ 6 ]  |
| 7°         | 22/02/2021 | Il caso Luigi Tenco            | Pasquale Ragone   | 124 000        | 0.9%  | [ 7 ]  |
| 8°         | 01/03/2021 | Yara Gambirasio                | Emiliano Giardina | 97 000         | 0.8%  | [ 8 ]  |
| 9°         | 08/03/2021 | Stop alla violenza sulle donne | Paola Radaelli    | 102 000        | 0.8%  | [ 9 ]  |
| 10°        | 15/03/2021 | Delitto Novi Ligure            | Luciano Garofano  | 154.000        | 1.1%  | [ 10 ] |